# Valentin Panboektsjan
Valentin Panboektsjan (Bulgaars: Валентин Панбукчиян) (Varna, 13 mei 1956) is een Bulgaarse schaker met een FIDE-rating van 2334 in 2013 en rating 2287 in 2017.  Hij is, sinds 1986, een internationaal meester (IM). 
Van 23 mei t/m 3 juni 2005 speelde hij mee in het toernooi om het 69e kampioenschap van Bulgarije in Pleven en eindigde met 6 punten uit 13 ronden op de vijfde plaats. Het toernooi werd met 9.5 punt gewonnen door  Ivan Tsjeparinov.
In 2014 werd hij 13e bij het Rochefort internationaal open Schaakfestival.

## Externe koppelingen
- (en)   Informatie over schaakpartijen van Valentin Panboektsjan op ChessGames.com
- (en)   Informatie over schaakpartijen van Valentin Panboektsjan op 365chess.com
- (en)  FIDE-ratinggegevens voor Valentin Panboektsjan